# Lijst van rijksmonumenten in Waalre (gemeente)
De gemeente Waalre telt 29 inschrijvingen in het rijksmonumentenregister. Hieronder een overzicht. 

## Aalst
De plaats Aalst telt 7 inschrijvingen in het rijksmonumentenregister.
| Object | Oorspronkelijke functie?  | Bouwjaar                        | Architect | Locatie                                   | Coördinaten?                  | Nr.?   | Afbeelding |
| --- | ------------------------- | ------------------------------- | --------- | ----------------------------------------- | ----------------------------- | ------ | --- |
| Landarbeiderswoning bestaand uit twee evenwijdige vleugels onder zadeldaken met riet en pannen gedekt. Vensters met zesruitsschuiframen   | Bedrijfs-,fabriekswoning  | 19e eeuw                        |           | Goudbergstraat 15                         | 51° 23' 38" NB, 5° 28' 42" OL | 38184  | Landarbeiderswoning bestaand uit twee evenwijdige vleugels onder zadeldaken met riet en pannen gedekt. Vensters met zesruitsschuiframen   |
| Landarbeiderswoning, bestaand uit twee evenwijdige vleugels onder zadeldaken met riet en pannen gedekt. Vensters met zesruitsschuiframen. | Bedrijfs-,fabriekswoning  | 19e eeuw                        |           | Goudbergstraat 17                         | 51° 23' 38" NB, 5° 28' 43" OL | 38185  | Landarbeiderswoning, bestaand uit twee evenwijdige vleugels onder zadeldaken met riet en pannen gedekt. Vensters met zesruitsschuiframen. |
| Aalstermolen | Industrie- en poldermolen | 1905, na brand in 1936 herbouwd |           | Raadhuisstraat bij 26                     | 51° 23' 46" NB, 5° 28' 19" OL | 38186  | Meer afbeeldingen |
| Dubbele dienstwoning | Dienstwoning              | 1851-1900                       |           | Valkenswaardseweg 16-18                   | 51° 22' 18" NB, 5° 28' 1" OL  | 513714 | Meer afbeeldingen |
| Landhuis "Treeswyk" | Woonhuis                  | 1828-29                         |           | Valkenswaardseweg 20 (Landhuis Treeswijk) | 51° 22' 17" NB, 5° 27' 59" OL | 513715 | Meer afbeeldingen |
| Woonhuis "De Kempen" | Woonhuis                  | 1937                            | H.W. Valk | Blokvenlaan 30                            | 51° 23' 14" NB, 5° 27' 13" OL | 513716 | Woonhuis "De Kempen" |
| Herenhuis "Villa Louise" | Woonhuis                  | 1900-1925                       |           | Eindhovenseweg 67                         | 51° 23' 51" NB, 5° 28' 39" OL | 513719 | Herenhuis "Villa Louise" |

## De Heuvel
De plaats De Heuvel telt 1 inschrijving in het rijksmonumentenregister.
| Object                                                                              | Oorspronkelijke functie? | Bouwjaar | Architect | Locatie         | Coördinaten?                  | Nr.?  | Afbeelding        |
| ----------------------------------------------------------------------------------- | ------------------------ | -------- | --------- | --------------- | ----------------------------- | ----- | ----------------- |
| Boerderij van het Kempische langgeveltype, onder rieten wolfdak met voet van pannen | Boerderij                |          |           | Heuvelstraat 1A | 51° 23' 35" NB, 5° 26' 21" OL | 38187 | Meer afbeeldingen |

## Loon
De plaats Loon telt 5 inschrijvingen in het rijksmonumentenregister.
| Object | Oorspronkelijke functie? | Bouwjaar | Architect | Locatie | Coördinaten?                  | Nr.?  | Afbeelding        |
| --- | ------------------------ | -------- | --------- | ------- | ----------------------------- | ----- | ----------------- |
| Boerderij van het Kempische langgeveltype, onder rieten wolfdak met voet van pannen en aan de kop en topgevel waarin jaarstenen 1718 en een hartmotief | Boerderij                |          |           | Loon 1  | 51° 22' 46" NB, 5° 26' 30" OL | 38188 | Meer afbeeldingen |
| Boerderij van het Kempische langgeveltype, onder rieten wolfdak met voet van pannen                                                                    | Boerderij                |          |           | Loon 2  | 51° 22' 46" NB, 5° 26' 28" OL | 38189 | Meer afbeeldingen |
| Boerderij van het Kempische langgeveltype, onder rieten wolfdak met voet van pannen                                                                    | Boerderij                |          |           | Loon 3  | 51° 22' 45" NB, 5° 26' 25" OL | 38190 | Meer afbeeldingen |
| Boerderij van het Kempische langgeveltype, rieten dak aan de ene zijde tegen een topgevel, aan de andere zijde afgewolfd                               | Boerderij                |          |           | Loon 7  | 51° 22' 43" NB, 5° 26' 27" OL | 38191 | Meer afbeeldingen |
| Boerderij van het Kempische langgeveltype onder rieten wolfdak met voet van pannen                                                                     | Boerderij                |          |           | Loon 9  | 51° 22' 42" NB, 5° 26' 31" OL | 38192 | Meer afbeeldingen |

## Waalre
De plaats Waalre-dorp telt 16 inschrijvingen in het rijksmonumentenregister. Zie Lijst van rijksmonumenten in Waalre (plaats) voor een overzicht.
's-Hertogenbosch ·
Alphen-Chaam ·
Altena ·
Asten ·
Baarle-Nassau ·
Bergeijk ·
Bergen op Zoom ·
Bernheze ·
Best ·
Bladel ·
Boekel ·
Boxtel ·
Breda ·
Cranendonck ·
Deurne ·
Dongen ·
Drimmelen ·
Eersel ·
Eindhoven ·
Etten-Leur ·
Geertruidenberg ·
Geldrop-Mierlo ·
Gemert-Bakel ·
Gilze en Rijen ·
Goirle ·
Halderberge ·
Heeze-Leende ·
Helmond ·
Heusden ·
Hilvarenbeek ·
Laarbeek ·
Land van Cuijk ·
Loon op Zand ·
Maashorst ·
Meierijstad ·
Moerdijk ·
Nuenen, Gerwen en Nederwetten ·
Oirschot ·
Oisterwijk ·
Oosterhout ·
Oss ·
Reusel-De Mierden ·
Roosendaal ·
Rucphen ·
Sint-Michielsgestel ·
Someren ·
Son en Breugel ·
Steenbergen ·
Tilburg ·
Valkenswaard ·
Veldhoven ·
Vught ·
Waalre ·
Waalwijk ·
Woensdrecht ·
Zundert